# Acokanthera rotundata
Acokanthera rotundata là một loài thực vật có hoa trong họ La bố ma. Loài này được (Codd) Kupicha mô tả khoa học đầu tiên năm 1982.

## Hình ảnh

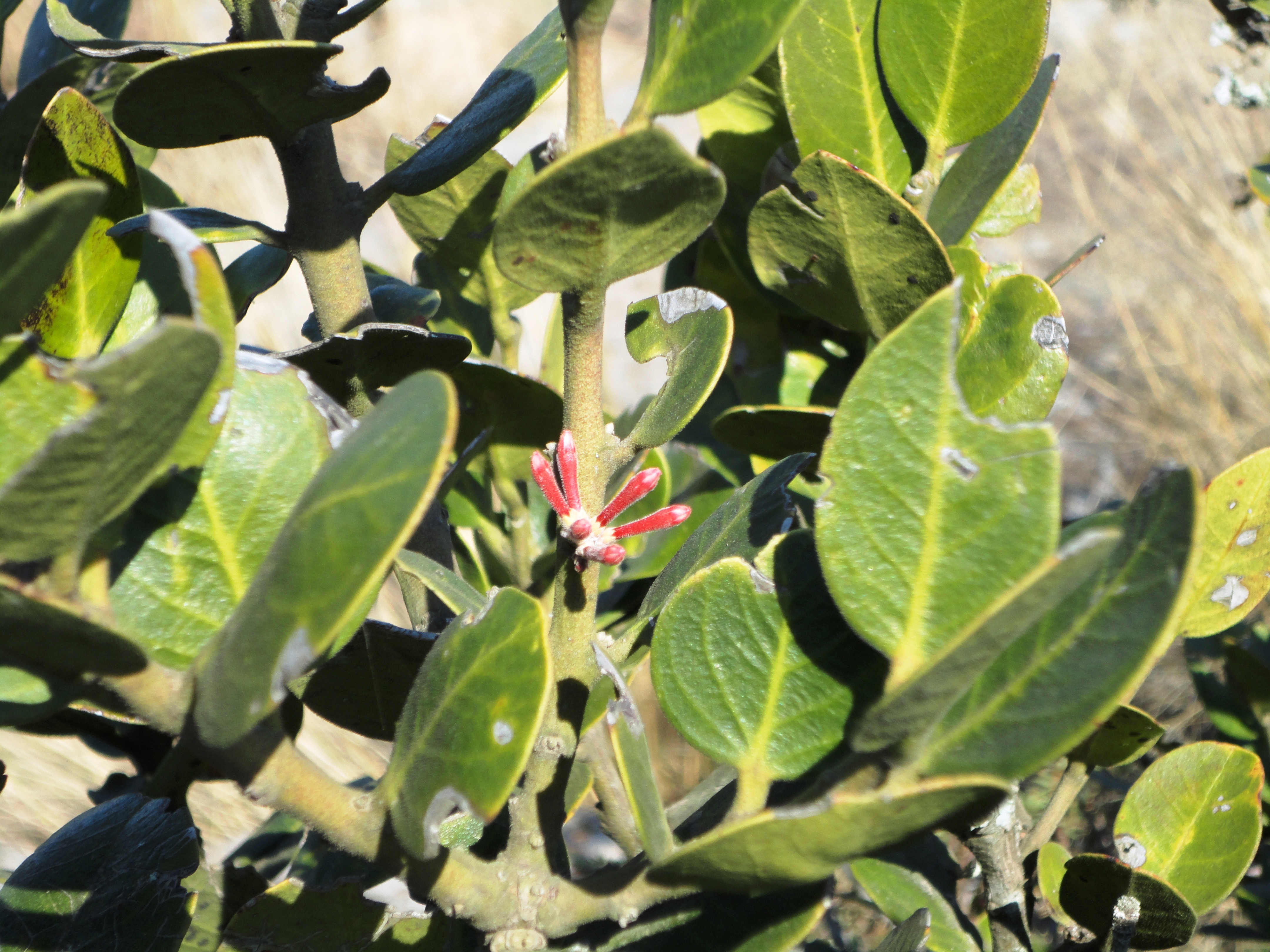